# Giuseppe Savini (linguista)
Giuseppe Savini (Teramo, 26 luglio 1848 – Teramo, 12 dicembre 1904) è stato un linguista italiano, tra i primi a studiare in modo sistematico il dialetto teramano.

## Biografia
Appartenente a una delle famiglie più ricche d'Abruzzo, si formò con insegnanti privati e non conseguì mai titoli di studio ufficiali. Seguì in questo le orme del fratello maggiore, lo storico Francesco Savini, con il quale condivise l'amore per lo studio della cultura abruzzese e teramana in particolare.
I suoi lavori sul dialetto teramano, usciti a partire dal 1879, aprirono un settore di studio fino allora assolutamente inesplorato. Il volume sulla grammatica e sul lessico (1881) contiene una "Cicalata" introduttiva, come l'autore stesso volle intitolarla, nella quale Savini passò in rassegna i documenti storici e nel contempo gli scrittori più significativi per lo studio del dialetto locale. In margine, Savini si occupò della raccolta sistematica dei Canti del popolo teramano e di tutta una serie di tradizioni, usi e costumi che senza il suo intervento sarebbero andati irrimediabilmente perduti.
Dotato di spirito arguto non risulta aver pubblicato componimenti poetici. Si sperimentò invece nel difficile compito di traduttore, dal latino al teramano, della commedia I Captivi, di Plauto (1884).
È indubbia l'influenza esercitata sui suoi contemporanei. Fu infatti subito dopo la pubblicazione dei suoi primi lavori, che iniziarono la loro produzione dialettale poeti come Luigi Brigiotti, Filippo Dottorelli e lo stesso Fedele Romani che, oltre alle raccolte di ottave e sonetti, pubblicò in quegli anni lo studio sugli Abruzzesismi.
Fu cattolico di stampo conservatore e legato alla destra storica. Nel 1886 concorse alla nascita della "Rivista abruzzese di scienze, lettere ed arti", dalla quale si distaccò quando la propria coscienza politica e religiosa entrò in conflitto con la cultura laica e massonica degli altri fondatori, Vittorio Savorini ed Eugenio Cerulli, e di altri redattori, come Orazio Albi.
Proprietario, con il fratello Francesco, di un vastissimo latifondo, si occupò professionalmente di agronomia e pubblicò studi sulla mezzadria e sulle condizioni economiche della provincia.
Partecipò alla vita sociale e politica della città di Teramo. Fu consigliere e assessore comunale, nonché presidente della Commissione Bilancio. Per diversi anni rivestì il ruolo di presidente della locale Banca popolare. Si impegnò in modo particolare come presidente del Comitato organizzatore dell'Esposizione provinciale operaia del 1888, una iniziativa che rappresentò un momento fondamentale per la crescita economica e culturale della provincia aprutina.
Fu anche tra i principali fondatori della Società filarmonica "La Cetra", che nel tempo divenne Liceo Musicale. 
Morì improvvisamente nel 1904, all'età di 56 anni.
Fu il padre del Podestà di Teramo e deputato del Regno Vincenzo Savini.

## Scritti
- Sul dialetto teramano, osservazioni di Giuseppe Savini, Ancona, stab. tip. Civelli, 1879;
- La grammatica ed il lessico del dialetto teramano, due saggi, aggiuntevi poche notizie sugli usi, i costumi, le fiabe, le leggende del medesimo popolo teramano, Torino, E. Loescher, 1881; ristampe anastatiche, Bologna Forni 1971; e Teramo, Istituto abruzzese di ricerche storiche, 2005, a cura di Adelmo Marino e Silvio Di Eleonora;
- La mezzeria nel Pretuzio, preceduta da alcune considerazioni sulle condizioni economiche dei contadini pretuziani, Firenze, Tip. G. Barbera, 1882;
- I captivi di T. Maccio Plauto, tradotti in volgare teramano da Giuseppe Savini, Teramo, A spese del traduttore, 1884;
- Il ritiro del sig. G. Savini dalla Rivista abruzzese, in "Rivista abruzzese di scienze, lettere ed arti", anno I (1886), fasc. VI, agosto, p.228;
- Esposizione provinciale operaia del 1888. Relazione generale compilata da Giuseppe Savini, Teramo, Q. Scalpelli, 1889;
- Le condizioni economiche dei proprietarii e dei mezzadri nel primo Abruzzo ulteriore e le relazioni sociali fra essi, Teramo, Corriere abruzzese, 1894;
- I dialetti della provincia di Teramo, in Monografia della provincia di Teramo, vol. II, Teramo, Fabbri 1896, pp.163-191;